# Hamossen
Hamossen är en sumpmark i Finland. Den ligger i Lovisa i landskapet Nyland, i den södra delen av landet, 30 km väster om huvudstaden Helsingfors.